# Tamura Takaaki
Tamura Takaaki (田村隆顕?; 1517? – 1574) è stato un samurai giapponese del periodo Sengoku, capo del clan Tamura.
Takaaki era figlio di Tamura Yoshiaki. 
Assediato da vari nemici in ogni direzione si alleò con il clan Date e sposò una delle figlie di Date Tanemune. Fu un abile governante sia dal punto di vista strategico sia da quello politico, e garantì al clan Date molti anni di servizio, aiutandoli nelle campagne contro i clan Satake e Ashina.
Suo figlio Kiyoaki continuò a servire i Date mentre sua nipote andò in sposa a Date Masamune.